# Ashroich Romania
Ashroich Romania este o companie de construcții din România, cu capital israelian.
Compania se ocupă cu producția de asfalt și cu servicii de asfaltare străzi.
Consorțiul Ashroich Romania este format din firmele israeliene JV Roichman Bros (Shomron) Infrastructures și Ashtrom International Ltd.
A fost înființat în februarie 2003 și are sediul central la București.
În anul 2008, firma a avut 332 de angajați și o cifră de afaceri de 152 milioane lei.